# 더 머시
더 머시(The Mercy)는 영국에서 제작된 제임스 마쉬 감독의 2017년 드라마 영화이다. 레이첼 와이즈 등이 주연으로 출연하였고 그레이엄 브로드벤트 등이 제작에 참여하였다. 알려진 다른 제목은 딥 워터이다.

## 출연

### 주연
- 레이첼 와이즈
- 콜린 퍼스

### 조연
- 데이빗 듈리스
- 조나단 베일리
- 제네비브 곤트
- 세바스찬 아메스토
- 팀 다우니
- 애드리언 쉴러
- 키트 코너
- 사이몬 챈들러
- 샘 호어
- 딜리아나 보크리에바
- 올리버 맬트먼
- 로렌스 스펠만
- 대니 잭슨
- 핀 엘리엇

## 제작진
- 공동제작: 캐롤라인 휴윗
- 협력프로듀서: 다이아무이드 맥케온
- 협력프로듀서: 자니 퍼시